# Moritzburger Kleinkuppenlandschaft
Moritzburger Kleinkuppenlandschaft este o arie protejată (arie de protecție specială avifaunistică — SPA) din Germania întinsă pe o suprafață de 3.150 ha, integral pe uscat.

## Localizare
Centrul sitului Moritzburger Kleinkuppenlandschaft este situat la coordonatele 51°10′28″N 13°43′48″E / 51.1744°N 13.73°E.

## Înființare
Situl Moritzburger Kleinkuppenlandschaft a fost declarat arie de protecție specială avifaunistică în noiembrie 2006 pentru a proteja 72 de specii de animale.

## Biodiversitate
Situată în ecoregiunea continentală, aria protejată nu include niciun habitat protejat.
La baza desemnării sitului se află mai multe specii protejate de  păsări (72): lăcar-de-rogoz (Acrocephalus schoenobaenus), pescăruș albastru (Alcedo atthis), rață sulițar (Anas acuta), rață lingurar (Anas clypeata), rață mică (Anas crecca crecca), rață fluierătoare (Anas penelope), Anas platyrhynchos platyrhynchos, rață cârâitoare (Anas querquedula), Anas strepera strepera, Anser albifrons albifrons, gâscă cenușie (Anser anser), gâscă de semănătură (Anser fabalis), Ardea cinerea cinerea, rață-cu-cap-castaniu (Aythya ferina), rața moțată (Aythya fuligula), rață roșie (Aythya nyroca), buhai de baltă (Botaurus stellaris stellaris), Bucephala clangula, fugaci de țărm (Calidris alpina), chirighiță neagră (Chlidonias niger), barză albă (Ciconia ciconia ciconia), barză neagră (Ciconia nigra), erete de stuf (Circus aeruginosus), cristeiul de câmp (Crex crex), lebădă de iarnă (Cygnus cygnus), lebădă de vară (Cygnus olor), ciocănitoare neagră (Dryocopus martius), egretă albă (Egretta alba), presură sură (Emberiza calandra), presură de grădină (Emberiza hortulana), șoimul rândunelelor (Falco subbuteo), Fulica atra atra, becațină comună (Gallinago gallinago), Gavia arctica arctica, Grus grus grus, codalb (Haliaeetus albicilla), capîntortură (Jynx torquilla), sfrâncioc roșiatic (Lanius collurio), sfrâncioc mare (Lanius excubitor excubitor), Larus argentatus, pescăruș argintiu (Larus cachinnans), pescăruș sur (Larus canus), Larus michahellis, pescăruș mic (Larus minutus), pescăruș râzător (Larus ridibundus), ciocârlie de pădure (Lullula arborea), Luscinia svecica cyanecula, Melanitta fusca fusca, ferestraș mic (Mergus albellus), Mergus merganser merganser, gaia neagră (Milvus migrans), gaia roșie (Milvus milvus), rață cu ciuf (Netta rufina), pietrar sur (Oenanthe oenanthe), vultur pescar (Pandion haliaetus), viespar (Pernis apivorus), cormoran mare (Phalacrocorax carbo carbo), bătăuș (Philomachus pugnax), ciocănitoare verzuie (Picus canus), ploier auriu (Pluvialis apricaria), Podiceps cristatus cristatus, Podiceps grisegena grisegena, Podiceps nigricollis nigricollis, Porzana parva parva, cresteț pestriț (Porzana porzana), mărăcinar (Saxicola rubetra), chiră de baltă (Sterna hirundo), silvie porumbacă (Sylvia nisoria), Tachybaptus ruficollis ruficollis, fluierar de mlaștină (Tringa glareola), pupăză (Upupa epops), nagâț (Vanellus vanellus).
Pe lângă speciile protejate, pe teritoriul sitului au mai fost identificate 1 specie de păsări.